# Коллоидный кристалл

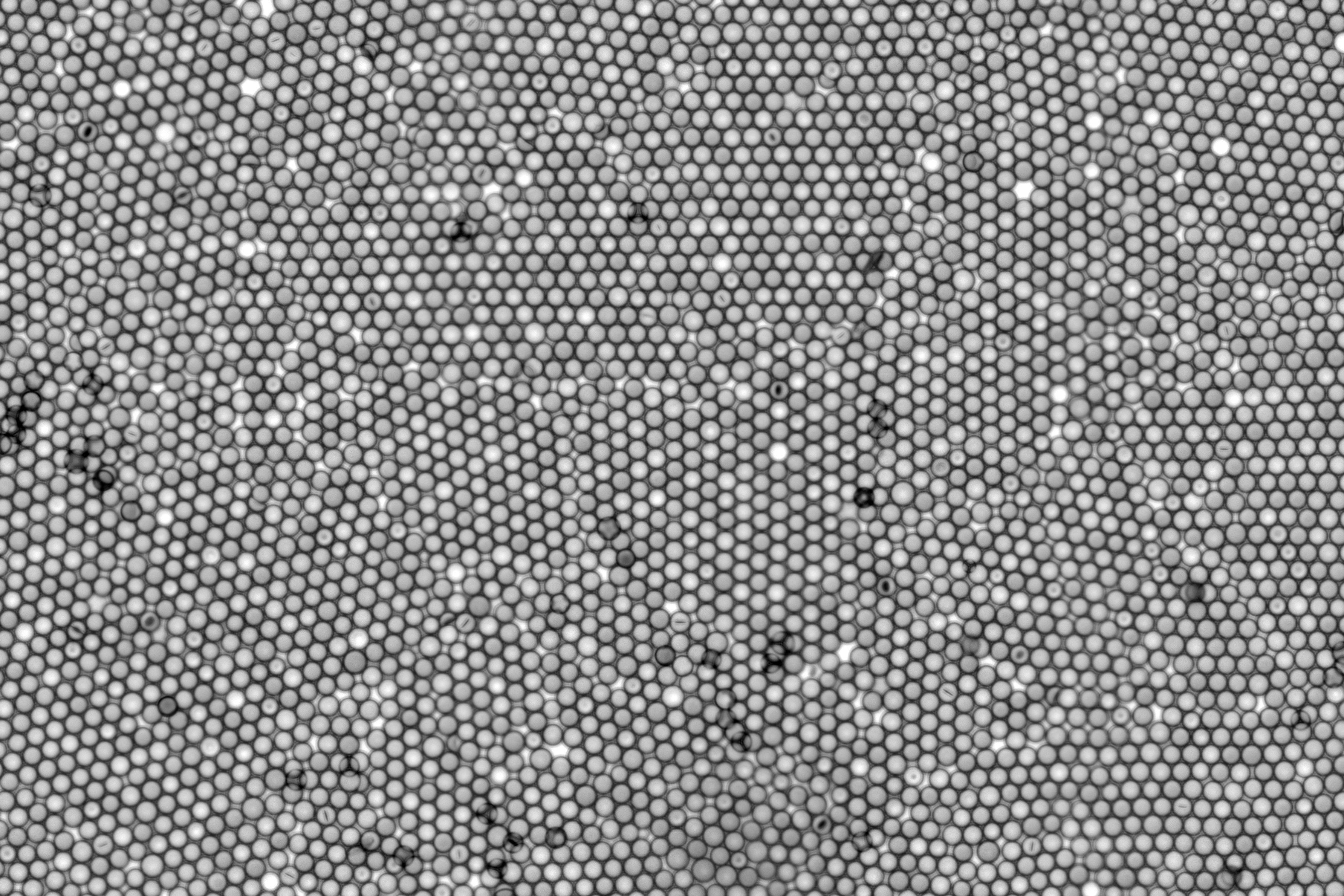
Небольшие двумерные коллоидные кристаллы с межзёренной границей. Сферические частицы стекла (10 мкм в диаметре) в воде.

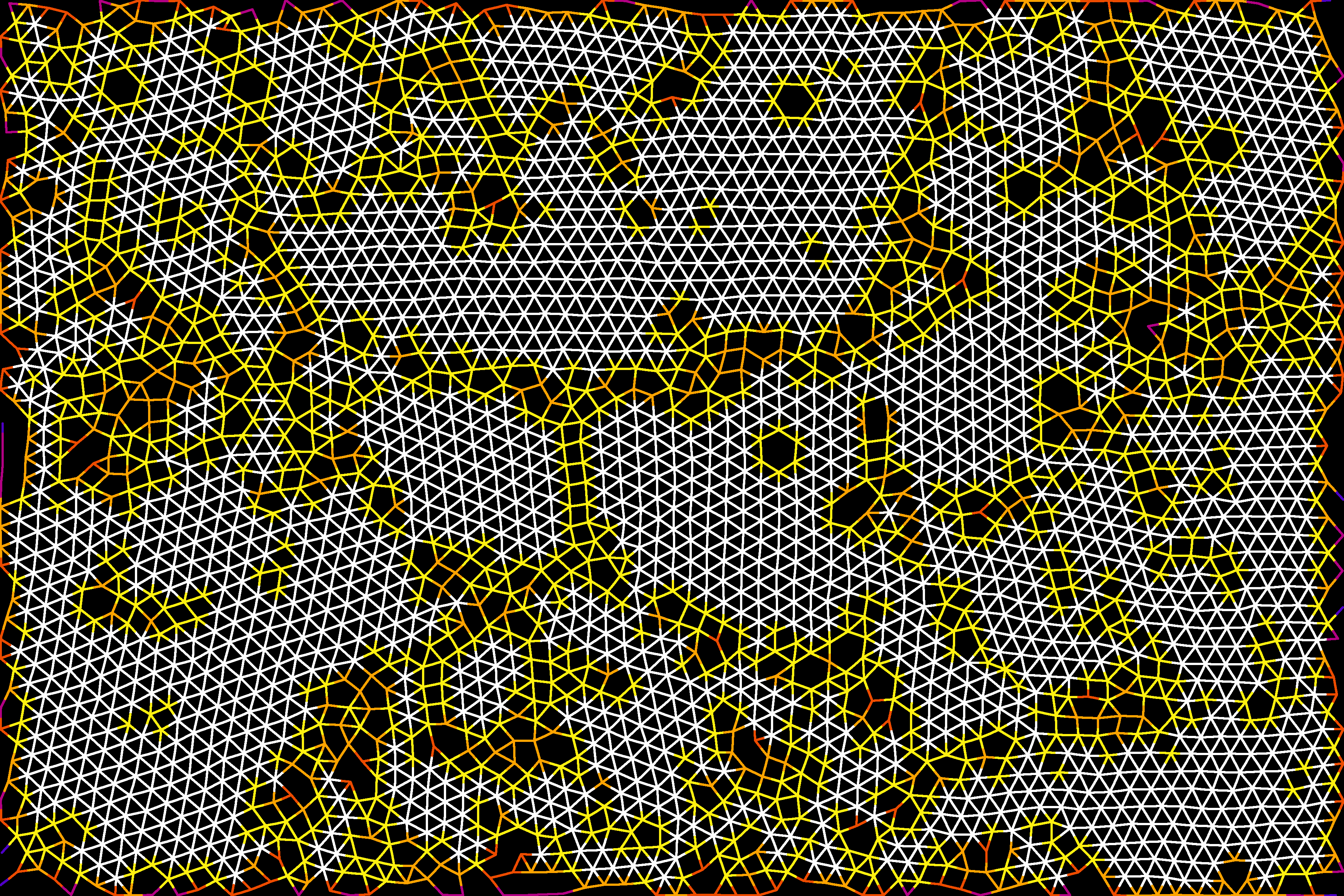
Самоупорядочивание в коллоидные кристаллы.

Коллоидный кристалл (англ. colloidal crystal) — пространственно упорядоченная система близких по размеру объектов субмикронного размера, свойства которой определяются не только размерами единичных элементов, но и особенностями их взаимного расположения.

## Описание
Большинство известных коллоидных систем являются полидисперсными, то есть характеризуются достаточно широким распределением частиц дисперсной фазы по размерам. В монодисперсных коллоидных системах, состоящих из близких по форме, размеру и характеру взаимодействия между собой частиц, может наблюдаться явление, не характерное для полидисперсных систем, — коллоидная кристаллизация. Этот процесс самопроизвольного упорядочения частиц в периодические пространственные структуры во многом аналогичен происходящему при образовании атомных или молекулярных кристаллов. Нижняя размерная граница используемых для этого частиц определяется высокой интенсивностью броуновского движения частиц размером меньше нескольких нанометров, препятствующего стабилизации протяженных упорядоченных структур; верхняя — слишком малой подвижностью частиц микронного размера, препятствующей залечиванию дефектов формируемой структуры.
Основным методом получения коллоидных кристаллов являются процессы самосборки микросфер коллоидного размера при седиментации под действием силы тяжести, вертикальном осаждении, электрофорезе, нанесении суспензий частиц на вращающуюся подложку и др. При этом большое внимание уделяется характеру (типу) упорядочения частиц и совершенству образующейся пространственной структуры, что особенно важно при использовании этих кристаллов в оптике. Основными типами самопроизвольного упорядочения являются гранецентрированная кубическая и гексагональная плотнейшая упаковки, однако использование специальных синтетических приёмов, в частности, использование темплатов, позволяет получать смешанные структуры, структуры с неплотной упаковкой, текстурированные коллоидные кристаллы и т. д. Наряду с получением объёмных коллоидных кристаллов, возможно получение и двумерных (2D) кристаллов (плёнок) на различных поверхностях, в том числе сложной формы.
Особой разновидностью коллоидных кристаллов, связанной с основной областью их применения, являются фотонные кристаллы. Их специфика определяется высокими требованиями оптических приложений к совершенству и протяженности используемых пространственных структур. Формирование фотонных кристаллов возможно как путём контролируемой самосборки частиц, так и путём высокоточного формирования рельефа тонких плёнок при помощи традиционных и современных технологий микро- и наноэлектроники. Упорядоченное поровое пространство коллоидных кристаллов может использоваться в качестве темплата для заполнения другими компонентами с последующим удалением матрицы путём прокаливания или селективного растворения. Наиболее известными коллоидными кристаллами естественного происхождения являются опалы, в которых поровое пространство упорядоченного массива микросфер из кремнезёма заполнено гидратированным оксидом кремния. Коллоидные кристаллы образуются и в концентрированных суспензиях некоторых вирусов.